# 新乡市档案馆
新乡市档案馆，中华人民共和国河南省新乡市的档案馆，正处级、财政全额拨款公益性事业单位，由中国共产党新乡市委员会办公室管理，负责征集、接收、整理和保管该市各种门类的档案，同时该馆也是新乡市集中统一永久保管档案资料基地、档案利用服务中心、爱国主义教育基地、政府信息公开查阅中心、档案信息服务中心。

## 科室设置
新乡市档案馆内设办公室、接收征集科、库房管理科、查阅利用科、信息化科、编研科、技术保护科7个科室，核定事业编制43名。

## 大楼
新乡市档案馆座落在新乡市新区行政办公中心地带的平原博物院大楼东侧。该大楼2010年投入使用，总建筑面积1.8万平方米，其中档案库房面积约1万平方米。新乡市档案馆馆内分办公区、库区和公共服务区。

## 馆藏
新乡市档案馆馆藏档案及资料共30万卷册。包括中华人民共和国成立前后政党、政府机关、事业单位、群团组织、企业形成的文书档案；公证、纪检、学籍、知青、招工、会计档案等专门档案；城乡规划、水利工程、农业科技、交通运输、基建、地质、测绘、地震档案等科技档案；照片、录音、录像等声像档案；以及经典著作、政策法规、统计、志书、报刊等资料。